# Rosemarie Fendel

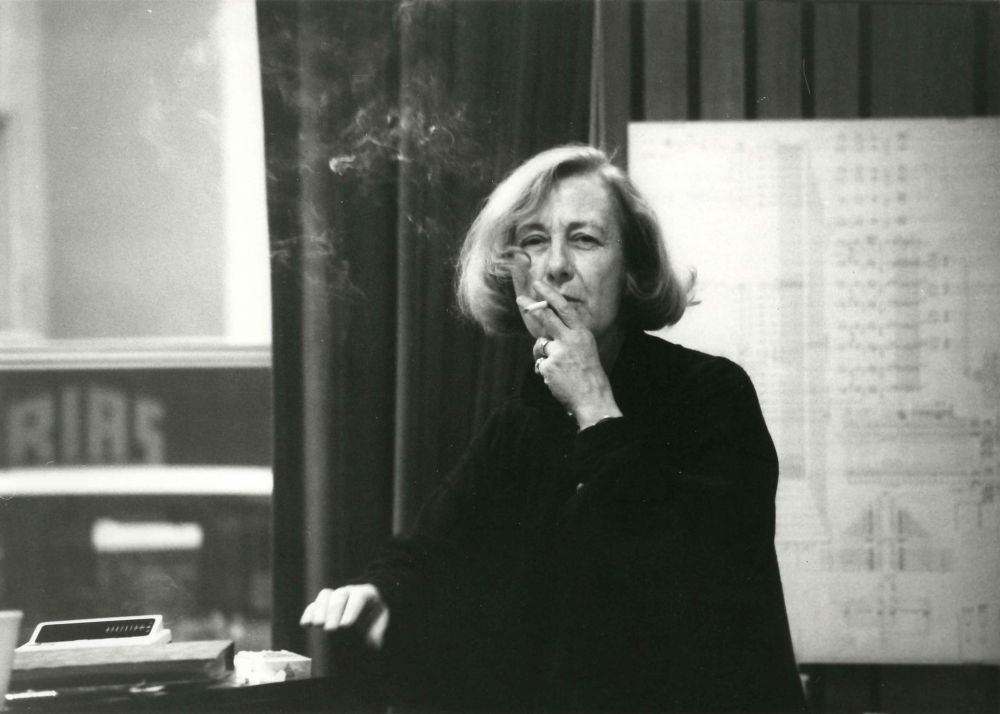
Rosemarie Fendel im Hörspielstudio (1986)

Rosemarie Fendel (* 25. April 1927 in Koblenz-Metternich; † 13. März 2013 in Frankfurt am Main) war eine deutsche Schauspielerin, Synchron- und Hörspielsprecherin, die gelegentlich als Theaterregisseurin und Schauspiellehrerin arbeitete. Als Drehbuchautorin verwendete sie zeitweise das Pseudonym Jan Gutova.

## Leben
Rosemarie Fendels Eltern trennten sich, als sie zwei Jahre alt war. Ihr Vater war Studienrat. Ihre Mutter stammte aus Böhmen, wo Fendel vom zwölften bis zum 18. Lebensjahr lebte. Sie besuchte das Gymnasium in Graslitz. Während ihrer Schulzeit leitete sie eine Kindertheatergruppe.
Fendel war in erster Ehe mit dem Schauspieler und Regisseur Hans von Borsody verheiratet. Ihre aus dieser Ehe stammende Tochter Suzanne von Borsody (* 1957) ergriff ebenfalls den Schauspielberuf und betätigt sich als Sprecherin. Lange lebte Fendel mit dem Regisseur Johannes Schaaf zusammen.
Rosemarie Fendel starb am 13. März 2013 nach kurzer schwerer Krankheit im Alter von 85 Jahren in ihrem Frankfurter Haus. Sie lebte zuletzt in Frankfurt-Höchst im östlichen Seitenflügel des Bolongaropalastes und wurde auf dem Friedhof Höchst bestattet.

## Karriere

### Schauspiel und Lesungen
Nach dem Abitur nahm Fendel privaten Schauspielunterricht bei Maria Koppenhöfer und debütierte 1947 an den Münchner Kammerspielen in der Rolle eines Blumenmädchens in Girodoux’ Die Irre von Chaillot.
Bis 1950 war sie an den Münchner Kammerspielen fest engagiert und im Anschluss bis 1953 am Landestheater Tübingen, wo sie u. a. den Cherubino in Die Hochzeit des Figaro von Beaumarchais und die Eliza Doolittle in George Bernard Shaws Pygmalion gab. Danach spielte sie unter Intendant Gustaf Gründgens am Düsseldorfer Schauspielhaus. Weitere Bühnenstationen waren das Landestheater Darmstadt im Jahr 1957 und später das Bayerische Staatsschauspiel. 1980/1981 ging sie ans Schauspiel Frankfurt, wo ihr damaliger Lebenspartner Schaaf Intendant war und das Mitbestimmungstheater kurz vor dem Ende stand.
Zwischen 1956 und 2013 wirkte sie in über 175 Film- und Fernsehproduktionen mit und schrieb Drehbücher für Filme und Fernsehspiele, wie 1986 für Momo. In der beliebten ZDF-Krimiserie Der Kommissar spielte sie ab 1969 in unregelmäßigen Abständen die Ehefrau der Hauptfigur, Kommissar Keller. In dem 2003 auf dem Filmfest Hamburg uraufgeführten Fernsehfilm Mensch Mutter verkörperte sie eine an einer paranoiden Schizophrenie leidende Mutter, wofür sie 2005 (gemeinsam mit ihrer Tochter, Suzanne von Borsody) mit dem DIVA-Preis ausgezeichnet wurde. Im Januar 2013 war sie in dem ZDF-Dreiteiler Das Adlon. Eine Familiensaga als Erzählerin der Rahmengeschichte letztmals als Schauspielerin zu sehen.
Daneben beschäftigte sich Fendel mit literarisch-musikalischen Projekten. Mit Olaf Van Gonnissen (Gitarre) trat sie im Duo auf; mit Willy Freivogel (Flöte), Rainer Schumacher (Klarinette) und Sigi Schwab (Gitarre) gestaltete sie eine Goethe-Lesung, mit Suzanne von Borsody und dem Duo Freivogel/Schwab ein Mascha-Kaléko-Projekt.

### Synchronisation und Hörspielarbeiten
Ab 1948 war Rosemarie Fendel umfangreich in der Synchronisation tätig. Dabei avancierte sie für lange Zeit zur deutschen Standard-Synchronstimme für Elizabeth Taylor (unter anderem in Cleopatra, Die Stunde der Komödianten oder Unternehmen Entebbe) und Jeanne Moreau (unter anderem in Die Braut trug schwarz oder Viva Maria!). Daneben lieh sie ihre Stimme auch Gina Lollobrigida in Brot, Liebe und Fantasie, Simone Signoret in Die Teuflischen, Debra Paget in Der Tiger von Eschnapur oder Angie Dickinson in Der Schatten des Giganten. In der Columbo-Folge Klatsch kann tödlich sein war sie die Synchronstimme für Anne Baxter.
Sie war auch eine viel beschäftigte Hörspielsprecherin. Zu ihren bekanntesten Rollen gehörte die Darstellung der Steve Temple in der achtteiligen Produktion Paul Temple und der Conrad-Fall, die der Bayerische Rundfunk 1959 unter der Regie von Willy Purucker herstellte. Es war das einzige Paul-Temple-Hörspiel, das der BR produzierte.

## Filmografie

### Spielfilme

#### Kino
- 1964: Ein Mann im schönsten Alter
- 1967: Tätowierung
- 1967: Alle Jahre wieder
- 1971: Trotta
- 1973: Traumstadt
- 1982: Der Tod in der Waschstraße
- 1985: Der Angriff der Gegenwart auf die übrige Zeit
- 1986: Momo (auch Drehbuch)
- 1988: Ödipussi
- 1992: Schtonk!
- 2000: Bonhoeffer – Die letzte Stufe
- 2000: Die Einsamkeit der Krokodile
- 2003: Sams in Gefahr
- 2007: Max Minsky und ich

#### Fernsehen
- 1956: Die Laune des Verliebten
- 1962: Becket oder Die Ehre Gottes
- 1963: Die Nacht der Schrecken
- 1963: Die Entscheidung
- 1964: Die Physiker
- 1965: Klaus Fuchs – Geschichte eines Atomverrats
- 1967: Jacobowsky und der Oberst
- 1967: Das Fräulein
- 1967: Der Mann aus dem Bootshaus
- 1972: Adele Spitzeder
- 1972: Der Italiener
- 1972: Verdacht gegen Barry Croft
- 1973: Im Reservat
- 1974: Neugierig wie ein Kind
- 1978: Heinrich Heine (Zweiteiler)
- 1977: Die Kette (Zweiteiler)
- 1992: Negerküsse
- 1994: Das Schwein – Eine deutsche Karriere
- 1998: Silberdisteln
- 1998: Ich liebe meine Familie, ehrlich
- 1999: Die Zauberfrau
- 2001: Die Meute der Erben
- 2002: Schneemann sucht Schneefrau
- 2003: In der Höhle der Löwin
- 2003: Die Farben der Liebe
- 2003: Mensch Mutter
- 2006: Wenn Du mich brauchst
- 2007: Die Sterneköchin
- 2007: Das zweite Leben
- 2008: Wenn wir uns begegnen
- 2010: Die Schwester
- 2011: Am Ende die Hoffnung
- 2013: Das Adlon. Eine Familiensaga (Dreiteiler)

### Fernsehserien
- 1964–1966: Der Nachtkurier meldet … (42 Folgen)
- 1964: Kommissar Freytag (Folge: Der rettende Stempel)
- 1964: Das Kriminalmuseum: Der Fahrplan
- 1965: Das Kriminalmuseum: Die Mütze
- 1965: Das Kriminalmuseum: Das Feuerzeug
- 1966: Die fünfte Kolonne (Folge: Ein Auftrag für …)
- 1968–1970: Der Kommissar (8 Folgen)
- 1969: Dem Täter auf der Spur (Folge: Das Fenster zum Garten)
- 1973: Ein Fall für Männdli (Folge: In Liebe, Dein K)
- 1973: Tatort – Cherchez la femme oder Die Geister vom Mummelsee
- 1974: Unter Ausschluß der Öffentlichkeit (Folge Beruf Manglerin)
- 1974: Tatort – Kneipenbekanntschaft
- 1974: Motiv Liebe (Folge: Der Mann ihres Lebens)
- 1975: Derrick (Folge: Alarm auf Revier 12)
- 1978: Der Alte (Folge: Der Pelikan)
- 1979: Theodor Chindler (1 Folge)
- 1983: Die Krimistunde (2 Folgen)
- 1984: Eine Klasse für sich (2 Folgen)
- 1992: Haus am See (10 Folgen)
- 1993: Hecht & Haie (Folge: Das Geschäft des Lebens)
- 1994: Ein unvergeßliches Wochenende … in Südfrankreich
- 1994–2000: Der Havelkaiser
- 1995: Das Traumschiff: Tasmanien
- 1996: Polizeiruf 110 – Kleine Dealer, große Träume
- 1996–1997: Freunde fürs Leben (Fernsehserie)
- 1997: Tatort – Tödlicher Galopp
- 1998: Das Traumschiff – Argentinien
- 1998: Rosa Roth – Jerusalem oder die Reise in den Tod
- 2000: Polizeiruf 110 – Tote erben nicht
- 2001–2002: Liebe, Lügen, Leidenschaften (6 Folgen)
- 2003: Bloch: Silbergraue Augen
- 2006: München 7 (Folge: Heimatlos)
- 2007: Pfarrer Braun – Das Erbe von Junkersdorf
- 2005–2009: Familie Sonnenfeld (9 Folgen)
- 2011: Der Staatsanwalt (Folge: Amtsmissbrauch)
- 2012: Löwenzahn (Folge: Leben und Sterben – Das alte Rätsel)
- 2013: SOKO Wismar (Folge: Frau im Schatten)

### Synchron- und Sprechrollen (Auswahl)
- 1959: Der Tiger von Eschnapur als Tempeltänzerin Seetha für Debra Paget
- 1963: Cleopatra als Cleopatra für Elizabeth Taylor
- 1973: Die Rivalin als Barbara Sawyer für Elizabeth Taylor
- 1982: Shalom Pharao als Claudia
- 1998: Die kleine Zauberflöte als Königin der Nacht
- 2001: Die Klavierspielerin als Erikas Mutter für Annie Girardot

## Hörspiele
- 1959: Paul Temple und der Conrad-Fall – Regie: Willy Purucker, BR
- 1969: Alain Franck: Die Wahrheit – Regie: Otto Düben, SDR
- 1977: Ernest Hemingway: Schnee auf dem Kilimandscharo, in der Bearbeitung von Rudolf Eckehard, mit: Peter Lieck und Siegfried Wischnewski. Produktion: SDR, 1977. (Der Audio Verlag, 2006, ISBN 3-89813-576-4)
- 1979: Helmuth M. Backhaus: Der Fall Mata Hari – Regie: Otto Kurth, BR
- 1989: Bernard-Marie Koltès: Rückkehr in die Wüste – Regie: Norbert Schaeffer, SDR und RIAS Berlin
- 1998: Bernardo Atxaga: Memoiren einer baskischen Kuh (Innere Stimme/Mo) – Bearbeitung, Komposition und Regie: Charlotte Niemann (Hörspielbearbeitung – RB/BR)
- 2002: Dick Francis: Zügellos. Hörspielbearbeitung nach dem Roman Zügellos: Alexander Schnitzler. Komposition: Pierre Oser. – Regie: Klaus Zippel, Produktion: MDR und SWR, 1 CD, Länge: ca. 71 Min. Der Audio Verlag, Berlin 2003, ISBN 3-89813-266-8
- 2002: Edith Nesbit: Die Kinder von Arden (Tante Edith) – Regie: Robert Schoen (Kinderhörspiel – SWR)
- 2002: Irene Dische: Ein Job (Mrs. Allen) – Regie: Uwe Schareck, WDR
- 2005: Frank Conrad: Es ist spät geworden – Regie: Barbara Plensat, Deutschlandradio Kultur (Zusammen mit Axel Prahl)[5]
- 2005: Sibylle Lewitscharoff: 81 – Regie: Christiane Ohaus, DKultur und RB
- 2006: Rafik Schami: Die dunkle Seite der Liebe – Regie: Claudia Johanna Leist, 4 Teile, WDR
- 2011: Hanns Heinz Ewers: Clarimonde nach der Erzählung Die Spinne – Regie: Uwe Scharek, DKultur
- 2011: W. G. Sebald: Austerlitz – Regie: Stefan Kanis, MDR

## Auszeichnungen
- 1972: Bundesfilmpreis
- 1973: Goldene Kamera
- 1999: Bundesverdienstkreuz 1. Klasse der Bundesrepublik Deutschland
- 2003: Ehrenpreis des Hessischen Ministerpräsidenten für besondere Leistungen im Bereich Film und Fernsehen
- 2007: Bayerischer Fernsehpreis
- 2009: Goetheplakette der Stadt Frankfurt am Main